# 戈爾茲伯勒鎮區 (北卡羅萊納州韋恩縣)
戈爾茲伯勒鎮區（英語：Goldsboro Township）是位於美國北卡羅萊納州韋恩縣的一個鎮區。

## 地方資料
戈爾茲伯勒鎮區的面積為46.36平方千米，皆為陸地。根據2020年美國人口普查的數據，當地共有人口20143人，而人口密度為每平方千米434.49人。